# مهرداد
مهرداد یکی از نام‌های ایرانی برای مردان است. این نام یکی از نام‌های اصیل پارسی است که در زمان اشکانیان برای پادشاهان ایران به کارگرفته می‌شده‌است.
مهرداد برگرفته از پارسی میانه میتردات، به معنی «داده شده توسط مهر است.» مهر به نوبه خود مشتق از اوستایی میترا، الهیات زرتشتی و حالت تعلیق از عهد است. در ایران امروزی، نام مهرداد نیز عطف به ماسبق را به چندین شخصیت‌های تاریخی که در ادبیات غرب به عنوان Mithridates، فرم یونانی شده مهرداد، از نام قدیم ایران به نظر می‌رسد استفاده شود.
این نام از دو قسمت مهر به معنای خورشید و داد به معنای آفریننده (آفریننده خورشید) تشکیل شده ونام دوتن از بزرگترین پادشاهان ایران و اشکانیان بوده‌است. (تلفظ: mehr dād) دادهٔ مهر، آفریده شدهٔ مهر؛ (در اعلام) اسم سه نفر از پادشاهان اشکانی مهرداد بوده‌است (اشک‌های ۶ ،۹ ،۱۳)؛ مهرداد نام یکی از گماشتگان آستیاگ نیز هست که کوروش را به دست او سپرده بود؛ و نیز نام پسر خسرو پرویز. همچنین در برخی کتب قدیمی به عنوان کلمه پیغمبر هم استفاده شده‌است.